# Goniophlebium coadunatum
Goniophlebium coadunatum är en stensöteväxtart som beskrevs av Barcelona och M. G. Price ined. Goniophlebium coadunatum ingår i släktet Goniophlebium och familjen Polypodiaceae. Inga underarter finns listade.